# Ronde van Italië 2018/Tweede etappe

De tweede etappe van de Ronde van Italië 2018 werd gereden van Haifa naar Tel Aviv. Het was de eerste keer dat er een etappe van de Grote Ronde buiten Europa startte.. De tweede etappe was een vlakke etappe en werd verreden over een afstand van 167 kilometer.

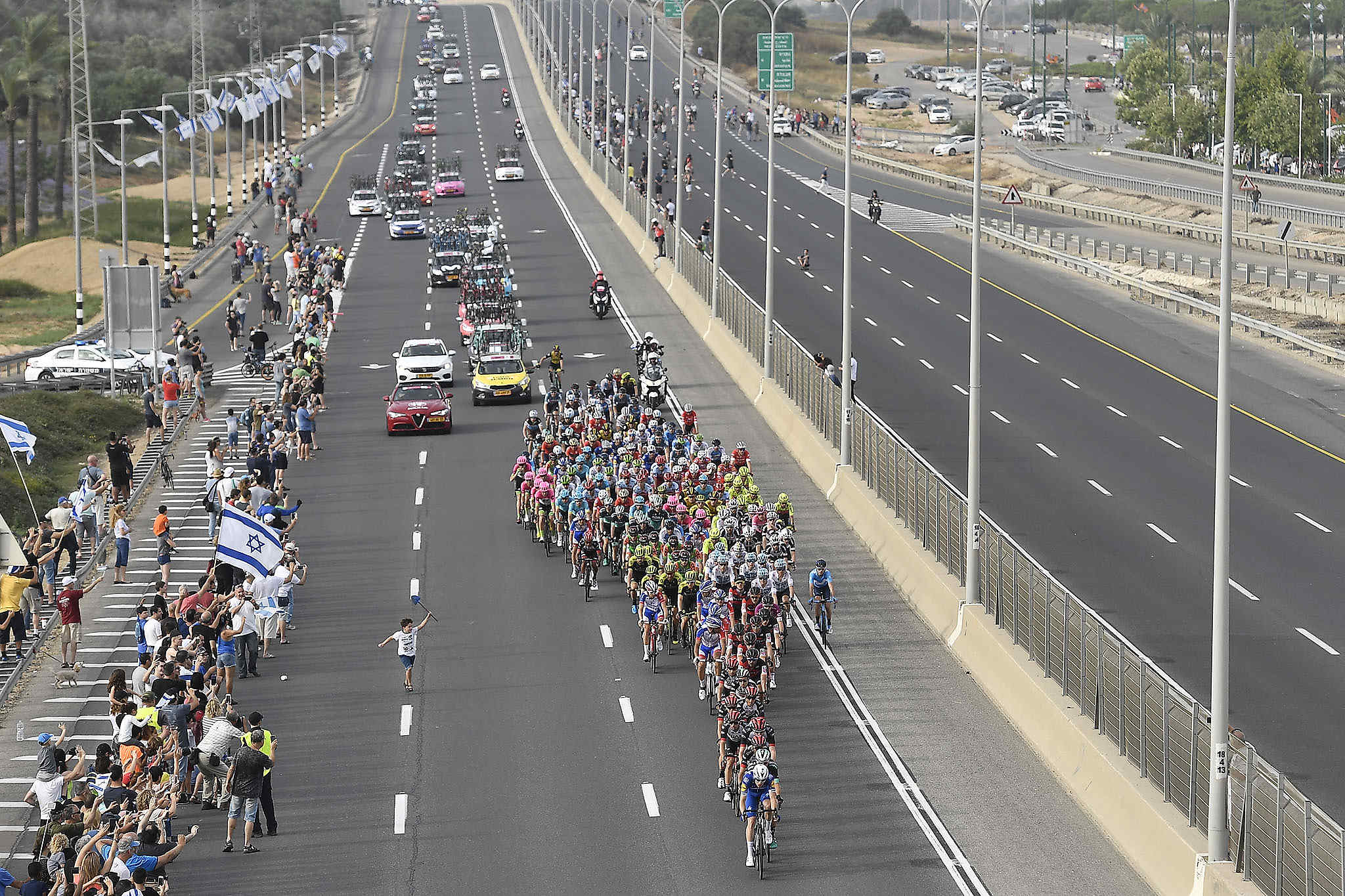
Peleton op de snelweg van Haifa

| Haifa – Tel Aviv (167 km) |                |                               |          |
| Plaats                    | Naam           | Ploeg                         | Tijd     |
| 1                         | Elia Viviani   | Quick-Step Floors             | 3.51'20" |
| 2                         | Jakub Mareczko | Wilier Triestina-Selle Italia | z.t.     |
| 3                         | Sam Bennett    | Bora-Hansgrohe                | z.t.     |

| Algemeen klassement |                       |                        |          |
| Plaats              | Naam                  | Ploeg                  | Tijd     |
| Roze trui           | Rohan Dennis          | BMC Racing Team        | 4.03'21" |
| 2                   | Tom Dumoulin          | Team Sunweb            | + 1"     |
| 3                   | Victor Campenaerts    | Lotto Soudal           | + 3"     |
| 4                   | José Gonçalves        | Team Katjoesja Alpecin | + 13"    |
| 5                   | Alex Dowsett          | Team Katjoesja Alpecin | + 17"    |
| 6                   | Peio Bilbao           | Astana Pro Team        | + 19"    |
| 7                   | Simon Yates           | Mitchelton-Scott       | + 21"    |
| 8                   | Maximilian Schachmann | Quick-Step Floors      | + 22"    |
| 9                   | Tony Martin           | Team Katjoesja Alpecin | + 28"    |
| 10                  | Domenico Pozzovivo    | Bahrain-Merida         | z.t.     |

1e etappe ·
2e etappe ·
3e etappe ·
4e etappe ·
5e etappe ·
6e etappe ·
7e etappe ·
8e etappe ·
9e etappe ·
10e etappe ·
11e etappe ·
12e etappe ·
13e etappe ·
14e etappe ·
15e etappe ·
16e etappe ·
17e etappe ·
18e etappe ·
19e etappe ·
20e etappe ·
21e etappe
Startlijst · Eindstanden · Afbeeldingen